# Fabián Panisello
Fabián Panisello (* 1. Oktober 1963 in Buenos Aires, Argentinien) ist ein argentinischer Komponist und Dirigent.

## Leben
Panisello  studierte Komposition bei Francisco Kröpfl in Buenos Aires und bei Boguslaw Schaeffer am Mozarteum in Salzburg. Den Magister Artium erhielt er 1993 mit Auszeichnung und Sonderpreis des österreichischen Ministeriums für Kunst und Kultur.
Er intensivierte seine musikalische Ausbildung bei Elliott Carter, Franco Donatoni, Brian Ferneyhough und Luis de Pablo, sowie bei den Dirigenten  Péter Eötvös und Jorma Panula.
Als Komponist und Dirigent zeitgenössischer Musik wirkte er in Spanien und Europa. Panisello erhielt Aufträge von internationalen Orchestern und Musikfestivals.
Fabián Panisello hat mit Pierre Boulez, Luciano Berio, Karlheinz Stockhausen, Susanna Mälkki und Peter Eötvös gearbeitet. Außerdem charakterisiert seine Zusammenarbeit mit den Orchestern und Ensembles SWR Radio-Sinfonieorchester, dem WDR Sinfonieorchester, dem Deutschen Sinfonieorchester Berlin, dem Orchester des Mozarteums in Salzburg, dem BBC Sinfonieorchester, dem Orchestre de l’Opéra de Lyon (Frankreich), dem Ensemble Modern, dem PluralEnsemble, dem Nouvel Ensemble Moderne, dem Israeli Contemporary Players und dem Meitar Ensemble (Auswahl) sein künstlerisches Schaffen.
Er ist Gründer und Dirigent des PluralEnsemble.
Fabián Panisello ist Mitglied der Academia de Bellas Artes in Argentinien, Mitglied des akademischen Komitees der Fundación Osaac Albéniz und Mitglied des Beirats des Teatro Real in Madrid.
Panisello veröffentlicht seine Werke im Musikverlag Peters, Frankfurt. Panisello lebt in Madrid, Spanien.

## Lehrtätigkeit
Neben seiner Arbeit als Komponist und Dirigent ist Panisello auch Professor für Komposition in der Escuela Superior de Música Reina Sofía (Madrid), einem der renommiertesten Elitezentren in Europa, und Gastprofessor beim China Conservatory in Beijing.
Als Pädagoge und Vortragender gab und gibt er Meisterkurse sowie Seminare im Bereich Komposition, Dirigieren und Musikanalyse an  der Tōkyō Geijutsu Daigaku in Tokio, der Manhattan School of Music, der Jerusalem Academy, dem UC Davies en California, der Universidad de Zaragoza, sowie an Universitäten in Graz (Österreich) und Tel Aviv (Israel).

## Auszeichnungen (Auswahl)
- Preis des Fondo Nacional de las Artes (1988, Buenos Aires)
- Preis der Erben Mozarts (1991, Salzburg)
- Würdigungspreis (1993, Wien)
- Editar Wettbewerb (1995, Buenos Aires)
- “Iberoamericano Rodolfo Halffter”-Preis für Komposition, Erster Preis (2004, México)

## Kompositionen(Auswahl)

### Orchesterwerke ohne Solisten
- Aksaks (Oktober 2008, Donaueschingen)
- Mandala (Oktober 2009, Madrid)
- Cuadernos para Orquestra (22. Juli 2004, Madrid)

### Orchesterwerke mit Solisten
- Movements for Piano and Orchestra (Mai 2010, Madrid)
- Concierto para trompeta (Januar 2010, Berlín)
- Concierto para violín (Februar 2004, Madrid)

### Opern
- Le Malentendu; Kammeroper über das gleichnamige Werk von Albert Camus, Libretto: Juan Lucas (Uraufführung März 2016, Teatro Colón, Buenos Aires)
- Les Rois Mages; Multimediales Musiktheater nach dem Buch von Michael Tournier mit einem Libretto von Gilles Rico (Uraufführung Januar 2018, Auditorio Nacional, Madrid)

### Ensemblestücke für mehr als fünf Instrumente
- Solstice (2013, Madrid und Frankfurt)
- Concierto de cámara (Mai 2005, Lyon)
- Moods II (2001, Alicante)
- Vokalwerke
- L'Officina della Resurrezione (2013, Tel Aviv), für Bariton, Elektronik und Streichquartett
- L'Officina della Resurrezione versión II (2014, Katowice), für Bariton, Sprechchor, Elektronik  und Streichquartett
- Gothic Songs (2012, Alte Oper Frankfurt)
- Libro del frío (September 2011, Schwaz Österreich), für Sopran, fl, cl, vl, vla, vc, pf.

### Andere Werke
- Three Movements for String Quartet (2006, Takefu, Japan)
- Cinco piezas metricas (2000)
- Trio II (1996)
- Klavieretüden Band I (2008)
- Klavieretüden Band II (2015)
- Meister Eckhart (2019)
- The Raven (2018)